# Beelzebufo
A Beelzebufo a kétéltűek (Amphibia) osztályának békák (Anura) rendjébe és a füttyentőbéka-félék (Leptodactylidae) családjába tartozó fosszilis nem.

## Neve és rendszertani besorolása
A Beelzebufo ampinga állat nemének a magyar jelentése: „Belzebub békája”, míg fajneve: „pajzs”, az utóbbi a malgas nyelvből származik. Az állatot a ma is létező füttyentőbéka-félék közé sorolták.

## Előfordulása és felfedezése
Ez az óriási béka Madagaszkár területén élt, a késő kréta kor idején, körülbelül 70 millió évvel ezelőtt. A Maevarano Formationban találtak rá. Az első kövületet 1993-ban, a New York állami Stony Brook Universitynak dolgozó David W. Krause fedezte fel, azonban 14 évbe telt, míg Krause és két munkatársa Susan E. Evans és Marc E. H. Jones rájöttek, hogy az állat valójában egy békafaj. A felfedezést és leírást a National Academy of Sciences által kiadott „Proceedings of the National Academy of Sciences of the United States of America” című szakfolyóiratban mutatták be. Eddig 75 darab fosszilis töredéket találtak meg. Az őslénykutatóknak sikerült ezekből rekonstruálni a Beelzebufo csontvázának nagy részét. A koponya majdnem teljes egészében látható.

## Megjelenése
A Beelzebufo 23,2 centiméter hosszú lehetett. A Beelzebufo koponyájának teteje durva tapintású, ami arra utal, hogy a fej egy részét csontos lemezek borították.

## Életmódja
Ha valóban rokon a füttyentőbékafélékkel, akkor a Beelzebufonak is hatalmas szája lehetett. Akkora, hogy testéhez képest, eléggé nagy méretű zsákmányt is elejthetett. Feltételezések szerint akár kis dinoszauruszokra is vadászhatott.

## Fordítás
Ez a szócikk részben vagy egészben  a   Beelzebufo című angol Wikipédia-szócikk ezen változatának fordításán alapul.  Az eredeti cikk szerkesztőit annak laptörténete sorolja fel. Ez a jelzés csupán a megfogalmazás eredetét és a szerzői jogokat jelzi, nem szolgál a cikkben szereplő információk forrásmegjelöléseként.